# Залив Креста
Залив Креста́ — часть Анадырского залива Берингова моря у южного берега Чукотского полуострова. Административно относится к Иультинскому району Чукотского автономного округа России.
Название в переводе с чукот. Кэнынын — «изгиб», с эским. Каӈиниӄ — «бухта».

## Исторические сведения
Залив был открыт в 1648 году во время экспедиции Семёна Дежнёва. Нанесён на карту в 1665 году под названием Ночан землепроходцем Курбатом Ивановым. Также был известен под названием Большая губа. Современное название дано Витусом Берингом в 1728 г. в честь праздника Святого Животворящего Креста.

## Природные условия
Залив вдаётся в сушу на 102 км. Ширина у входа составляет 25 км, в средней части 43 км. Глубина до 70 м. Берега обрывистые, по большей части изрезаны бухтами и устьями рек. Зимой замерзает. Приливы полусуточные, величиной 3 м.
Берега — заболоченная тундра, в северной части залива, где расположен посёлок городского типа Эгвекинот — горная тундра. На восточном берегу расположен посёлок Конергино, на западном — село Уэлькаль. В залив впадает насколько небольших рек, самая крупная из которых — Тнеквеем.
В акваторию залива заходят нерпа, моржи, киты.
Восточное побережье залива равнинное, заболоченное. Имеется множество озёр (крупнейшие — Амагытгын и Навкэргытгын).